# Louis J. Ignarro
Louis J. Ignarro est un pharmacologiste américain, né le 31 mai 1941 à Brooklyn (New York). 

## Biographie
Il a poursuivi des études de pharmacie à l'université Columbia et de pharmacologie à Los Angeles. Il est titulaire d'un Doctorat en pharmacologie de l’université du Minnesota (1966).
Il a été professeur à La Nouvelle-Orléans, puis à Los Angeles (Département de Pharmacologie Moléculaire et Médicale de l’UCLA School of Medicine). Avec Robert Furchgott et Ferid Murad, il découvre que l'oxyde nitrique, formé dans la cellule de l'organisme, franchit les membranes et commande le fonctionnement d'autres cellules. Leurs travaux montrent le rôle essentiel de ce gaz, notamment dans le système cardio-vasculaire.
Avec Robert Furchgott et Ferid Murad, il est à l'origine des découvertes qui ont mené à l'élaboration d'inhibiteurs de la 5'phosphodiestérase (Viagra).
Depuis 2005 il est membre du comité scientifique d'Herbalife. Il a d'ailleurs créé pour cette société le produit Niteworks issu de ses recherches, il est devenu membre du comité scientifique de la marque.

## Distinctions
Louis J. Ignarro a obtenu le prix Nobel de physiologie ou médecine en 1998.